# Exheterolocha retifera
Exheterolocha retifera är en fjärilsart som beskrevs av Eugen Wehrli 1934. Exheterolocha retifera ingår i släktet Exheterolocha och familjen mätare. Inga underarter finns listade i Catalogue of Life.